# Circ fără frontiere
Circ fără frontiere este un film românesc din 1971 regizat de Georges de la Grandière, Tiberiu Ghidali, Marc de Gastyne.

## Distribuție
Distribuția filmului este alcătuită din:
- Dorina — acrobată
- Ghizela Toth
- Trio Cristea
- Duo Covali — călăreți
- Familia Kratelj — dresori
- Cipperfeld — dresor
- Ion Vântoianu — dresor de urși